# Jean-Pierre Henry
 (octobre 2022).
Pour les articles homonymes, voir Henry.
Jean Pierre Henry, né le 1er octobre 1757 à Saint-Laurent (Meuse), mort le 22 février 1835 à Verdun (Meuse), est un général français de la Révolution et de l’Empire.

## États de service
Il entre en service le 11 octobre 1778, au 1er régiment de dragons, il passe brigadier le 30 juillet 1784, maréchal de logis le 14 septembre 1785 et maréchal des logis chef le 1er janvier 1790. Il est nommé sous-lieutenant le 25 janvier 1792 et lieutenant le 24 mai 1793. Il participe aux campagnes de 1792 et 1793, et il est fait prisonnier à Bielcastel le 27 brumaire an II (17 novembre 1793). 
Rendu à la liberté, il continue de servir de l’an II à l’an VII et il est blessé à la bataille d'Altenkirchen le 29 germinal an V (18 avril 1797) d’un coup de feu à la joue gauche. Il est nommé capitaine le 14 thermidor suivant (1er août 1797) et il reçoit un coup de feu à l’épaule droite le 27 prairial an VII (15 juin 1799) devant Zurich. 
Le 3e jour complémentaire an IX (20 septembre 1801), il passe en qualité de capitaine adjudant-major dans la légion de gendarmerie d’élite et il est promu chef d’escadron le 2 pluviôse an X ( 22 janvier 1802). Il est fait chevalier de la Légion d’honneur le 26 frimaire an XII (18 décembre 1803) et officier le 25 prairial suivant (14 juin 1804). Il fait la campagne de Prusse en 1806, ainsi que les campagnes de 1807 et 1808 en Espagne et le 30 mai 1808, il obtient le brevet de colonel-major.
De retour en France, il est créé baron de l’Empire le 3 mai 1809, et il est nommé le 15 février 1810, colonel de la gendarmerie de la garde impériale. Il est promu général de brigade le 6 mai 1812, et il est fait commandeur de la Légion d’honneur le 25 décembre suivant. Il sert en Allemagne et en France lors des campagnes de 1813 et de 1814. Il est admis à la retraite le 25 juillet 1815.
Il meurt le 22 février 1835 à Verdun.

## Dotation
- Le 8 septembre 1808, donataire d’une rente de 30 000 francs sur les biens réservés en Westphalie.

## Armoiries
| Figure | Nom du baron et blasonnement |
| ------ | --- |
|        | Armes du baron Jean-Pierre Henry et de l'Empire, décret du 30 mars 1809, lettres patentes du 3 mai 1809, commandeur de la Légion d'honneur D'or, à la fasce d'azur, chargée d'un sabre de cavalerie d'argent aussi en fasce, la pointe à dextre, accompagnée en chef de trois molettes d'éperon de sable et en pointe d'un cheval galopant du même, franc quartier des barons tirés de l'armée. Livrées : les couleurs de l'écu. |